# Hôtel Gilbert
L'hôtel Gilbert est un hôtel particulier de style Art déco construit à Poitiers (département de la Vienne, France) entre 1933 et 1935 par l'architecte André Ursault. Il abrite aujourd'hui le tribunal administratif de Poitiers. Il se trouve au 13, rue de Blossac.

## Historique
L'édifice a été construit sur un terrain acheté à l'administration des Domaines pour la famille de Maurice Gilbert, qui avait fait fortune dans le commerce et la torréfaction du café (le fameux Café Gilbert). Le chantier de construction s'étale de 1933 à 1935.
Ursault dessine l'ensemble des plans et élévations, mais aussi les éléments de la décoration intérieure : boiseries, ferronneries, meubles. Les ferronneries de l'escalier et les cache-radiateurs sont réalisés d’après ses dessins par Gilbert Poillerat. La décoration intérieure est confiée au décorateur André Champetier de Ribes, dit Domi. Les radiateurs du hall étaient surmontés de vases de lumière en céramique par Maurice Gensoli (1892-1972). Le reste des luminaires venaient de la maison Jean Perzel. L'ensemble des tapis étaient des créations d’Ivan da Silva-Bruhns (1881-1980).
Confisqué par l'armée allemande en 1941, il est après 1945 placé sous réquisition civile et devient siège du Commissaire de la République institué par le Gouvernement provisoire de la République française, de même que celui du Secrétariat général pour les affaires économiques. Durant toute cette période, la famille réside dans son manoir, à Mignaloux-Beauvoir (voir ci-dessous). Maurice Gilbert y meurt en 1944.
Après 1946, lorsque l’État supprime la fonction du Commissariat général, la moitié de l'édifice est rendu à la veuve de Maurice Gilbert. Racheté par la ville de Poitiers en 1960 après le décès de la propriétaire, l'hôtel devient le siège des associations étudiantes, puis après 1968 la présidence de l'université.
L’État rachète l'édifice en 1994 après le déménagement de la présidence à l'hôtel Pinet et y installe les locaux du tribunal administratif, jadis à l'étroit dans des locaux peu adaptés.
L'ensemble, comprenant installation des bureaux du greffe et des magistrats à l'étage, et de la salle d'audience au rez-de-chaussée, est réaménagé par le cabinet d'architecture Deshoulières et Jeanneau, de Poitiers, entre 1995 et 1996. Lors de cet emménagement le bâtiment est restauré avec soin, des luminaires et boiseries sont restituées ou créées de toutes pièces, mais toujours selon les dessins de l'architecte et le style de l'époque. L'édifice est inscrit à l'Inventaire Supplémentaire des Monuments Historiques par arrêté du 21 décembre 2005 et est, à ce titre, labelisé « Patrimoine du XXe siècle ».

## Architecture

### Façade sur rue
La large façade en calcaire poitevin, qui donne sur la rue de Blossac, présente une élévation très inspirée des styles du XVIIIe siècle, notamment du style Louis XV. Un balcon aux très larges consoles d'inspiration rocaille marque l'étage noble, et la façade est surmontée d'une balustrade. Derrière la balustrade le toit en ardoise est percée de lucarnes en plein-cintre. Ce choix, assez conventionnel à priori, peut être justifié par un goût pour le classicisme architectural (dont Ursault est un adepte), mais aussi par l'environnement immédiat du bâtiment, situé dans une rue du XIXe siècle ornée d'immeubles et d'hôtels à tendance néo-classique de style Louis-Philippe ou Second Empire.
La modernité du bâtiment est en revanche trahie par les moulures des fenêtres en plein cintre du rez-de-chaussée, qui reposent directement sur le soubassement en granite gris, la simplification sobre des formes, et les ferronneries des garde-corps et du balcon au style calligraphique typique des années 1930-1940.

### Porche
L'entrée dans l'édifice se fait par un portail en plein cintre orné de bossages, qui ouvre sur un porche (porteur d'une terrasse), apportant une grande solennité à l'entrée. Ce porche est orné d'une jardinière surmontée d'une peinture murale par le peintre suédois Rudolf Gowenius (sv). Elle représente, dans un style cubiste simplifié, la vue sur le chevet de l'église Sainte-Radegonde et celui de la cathédrale saint-Pierre. Le paysage est peuplé de séminaristes, de religieuses et d'un pêcheur.
Des marches mènent vers la porte d'entrée en fer forgé.

### Façade sur jardin et jardin
La façade sur jardin est marquée par une élégante rotonde à laquelle on accède par plusieurs degrés. Cette salle, qui abritait la salle à manger des Gilbert, sert aujourd'hui de bureau au président du tribunal. La façade est ornée de guirlandes sculptées, rappelant le style Louis XVI, mais de façon plus massive, en accord avec la monumentalité du bâtiment. Toute cette partie du rez-de-chaussée soutient une grande terrasse qui desservait les chambres de l'étage. Le jardin, aujourd'hui amputé, conserve une petite pergola.

### Hall d'entrée
Après un petit vestibule très ouvert et séparé du reste par deux radiateurs en saillie formant consoles, se trouve le somptueux hall dans le pur style Art déco monumental des années 1930. Il est dominé par un escalier d'apparat surmonté d'une coupole en briques de verre soutenus par une structure en béton.
Les murs et les colonnes, lisses et presque sans ornements, sont enduits de stuc teinté en faux-marbre aux veines roses.
Les portes ont en partie conservé leurs placages losangés en bois sombre, et les radiateurs sont ornées d'élégantes ferronneries bicolores réalisées par Gilbert Poillerat d'après des dessins d'Ursault. C'est aussi le cas de la rampe d'escalier qui, dans un style calligraphique, dissimule l'initiale "G" du propriétaire.
Les appliques sont des rééditions d’après les dessins originaux de l'architecte. Typiquement Art déco, elles ont la forme d'une vasque très évasée.
À l'exception de la salle à manger et du hall, la plupart des pièces ont été transformées au fil des années. La salle d'audience occupe en partie un ancien salon du rez-de chaussée. Elle est ornée d'une boiserie contemporaine à gros grain, sculptée à la gouge, inspirée de projets d'Ursault non réalisés et en accord avec le style colonial en vogue à l'époque du bâtiment.
Le palier de l'escalier est occupé depuis 2000 par une sculpture en bronze, cuivre et acier, Le Porteur de paix, de Jean-Pierre Dusaillant.

## Le manoir de Beauvoir
La famille Gilbert était aussi propriétaire du manoir de Beauvoir (à Mignaloux-Beauvoir). Le bâtiment du XIXe siècle avait été réhabilité par André Ursault et par les frères Martineau, entre 1929 et 1935, également dans le style Art déco. Il existe encore la terrasse sous son portique à colonnes, avec une frise stylisée d'animaux en course. On y trouvait jadis des sculptures de Georges Chauvel. Le parc (actuellement un golf), aménagé par Jean Viaud-Bruant, conserve une petite chapelle construite en 1929 pour fêter la naissance du petit-fils de Maurice Gilbert, Claude. Elle est ornée de peintures de Gowenius et de vitraux de Colin.